# Shotokan
Shotokan este un stil de Karate introdus de maestrul Gichin Funakoshi (1868-1957). Foarte răspândit în lume, Shotokan se traduce prin "Școala lui Shoto", după porecla (Shoto) sub care era cunoscut maestrul Funakoshi, dar există și alte interpretări cum ar fi "Școala bradului și a valului", aici prin bradul mereu verde simbolizând veșnica tinerețe a concepțiilor și neîncetata lor înnoire iar prin val, munca necurmată care trebuie depusă pentru a putea însuși aceste principii, muncă asemenea valurilor care lovesc neîncetat țărmul. Acest stil pune accentul pe pozițiile adânci și lungi, pe tehnicile eficace în lupta de la distanță și pe dezvoltarea vitezei. Tehnicile de mâini și cele de picior apar în proporții egale.
Există numeroase kata, cum ar fi: Taikyoku, Heian, Tekki, Bassai, Kanku, Empi, Jion, Jitte etc., acestea fiind importate din Okinawa și modificate de maestrul Funakoshi, atât în privința unor tehnici, cât și a denumirilor inițial cu rezonanțe chinezești, dar apoi japonizate. Stilul Shotokan este popular în Japonia, mai ales în regiunea capitalei. Numeroase universități au în programul lor de studiu acest stil (Waseda, Takushoku, Keio etc). Acest stil este primul care a fost predat în Japonia în anul 1922 și primul care s-a răspândit prin intermediul instructorilor japonezi în Europa și America, apoi în toată lumea, fiind și astăzi cel mai cunoscut stil de karate.
În cadrul Shotokan-ului s-au dezvoltat două ramuri distincte după moartea lui Gichin Funakoshi. Astfel, Shotokai-ul condus de maestrul Shigeru Egami (1912-1981) care a urmat cel mai strict metoda maestrului său Gichin Funakoshi, în vremea căruia a fost unul din cei mai de seamă instructori ai școlii. În 1957, la moartea maestrului, devine instructor principal al Shotokan-ului, Egami fondând gruparea Shotokai, care refuză orice formă de competiție. Cu timpul, acest stil a devenit tot mai închis, chiar cu o tentă mistică, căutându-se atingerea unei trepte superioare a capacităților mentale prin exersarea aprofundată a kata-urilor, percepte filozofice stricte, chiar studii în direcția comunicării telepatice pentru controlul asupra adversarului. În prezent această ramură este puțin reprezentată, la moartea lui Egami în 1981 conducerea școlii fiind preluată de elevul său Oshima Tsutomu.
Ramura principală a Shotokan-ului a fost cea grupată în jurul maeștrilor Masatoshi Nakayama, Hidetaka Nishiyama și Taiji Kase, care au fondat Asociația Japoneză de Karate (J.K.A.) cu scopul răspândirii karate-ului în lume ca formă sportivă. Instructorul principal al J.K.A., Masatoshi Nakayama (1913-1987) a început, copil fiind, studiul artelor marțiale; era descendentul unei vechi familii de samurai și din 1932 a fost elevul maestrului Funakoshi. Alături de Hidetaka Nishiyama, a pus bazele conceptului sportiv în karate, elaborând primele reguli de competiție și atrăgând în J.K.A. numeroși maeștri tineri ai Shotokan-ului, deși aceștia s-au lovit de împotrivirea fățișă a generației mai vechi. Această generație nouă de instructori a obținut curând mari succese în competiții și a activat puternic pentru răspândirea Shotokan-ului în lume, J.K.A. devenind prima organizație de karate renumită în întreaga lume.
Cei mai cunoscuți instructori ai Shotokan-ului sunt: Masatoshi Nakayama, Hidetaka Nishiyama, Taiji Kase, Hirokazu Kanazawa, Keinosuke Enoeda, Teruyuki Okazaki, Hiroshi Soji, Norihiko Iida, Hideo Ochi, Masaru Miura, Miazaki Satoshi și Masahiko Tanaka.